# ハッド (映画)
『ハッド』（Hud）は、1963年アメリカ合衆国公開の西部劇映画。マーティン・リット監督。
1963年の第36回アカデミー賞でパトリシア・ニールが主演女優賞、メルヴィン・ダグラスが助演男優賞、またジェームズ・ウォン・ハウが撮影賞を受賞。

## ストーリー
テキサスで牧場を営むバノン一家の息子ハッド。34歳で独身の彼は夜になると町へ繰り出し、酒と女に入り浸っていた。一代で大牧場を築き上げた父ホーマーとは折りが合わない。ある日、飼い牛に病気が発生、政府の殺戮令を前に親子は衝突。老齢の父を隠居させ、牧場の実権を握ろうとしたハッドに父は永年心に秘めていたことをぶちまける。実の兄を飲酒運転で死なせたことだけが原因だと思っていたハッドはそれ以前から親子の溝が深かったことを知る。平静を失い、前から思いを寄せていた家政婦のアルマを襲う。好意を抱いていたが、彼女は拒絶する。兄の息子ロンも物音に驚いて駆けつける。ロンを撲りつけて、ようやく冷静になったハッドは気まずい思いで詫びるが、父は精神的にも物質的にも追いつめられる。突然、アルマがハッドを秘かに愛していたことを打ち明けて牧場を去る。アルマを見送った帰途、ハッドとロンは道に倒れていた老人を轢きそうになる。馬にふり落とされた父で、医者を呼びに行くひまもなく、ハッドに抱かれて死ぬ。葬儀の後、ロンも荷物をまとめて、牧場に二度と帰らぬと言い残して去る。誰もいない、牛もいない牧場にハッドはたった一人残される。

## キャスト
| 役名                 | 俳優                     | 日本語吹替                                          |
| 役名                 | 俳優                     | フジテレビ版                                        |
| -------------------- | ------------------------ | --------------------------------------------------- |
| ハッド・バノン       | ポール・ニューマン       | 川合伸旺                                            |
| ホーマー・バノン     | メルヴィン・ダグラス     | 高塔正康                                            |
| アルマ・ブラウン     | パトリシア・ニール       | 中西妙子                                            |
| ロン“ロニー”・バノン | ブランドン・デ・ワイルド | 井上真樹夫                                          |
| バリス               | ウィット・ビセル         | 清川元夢                                            |
| ジョー               | ジョージ・ペトリ         | 日高晤郎                                            |
| 不明 その他          | N/A                      | 緑川稔 島木綿子 塚田恵美子 西村知道 村山明 田中康郎 |
| 日本語版スタッフ     |                          |                                                     |
| 演出                 |                          |                                                     |
| 翻訳                 |                          |                                                     |
| 効果                 |                          |                                                     |
| 調整                 |                          |                                                     |
| 制作                 | 制作                     | 東北新社                                            |
| 初回放送             | 初回放送                 | 1974年5月26日 『サンデー洋画劇場』                  |